# 三須村
三須村（みすむら）は、岡山県都窪郡にあった村。現在の総社市の一部にあたる。

## 地理
総社平野の南東部に位置していた。

## 歴史
- 1889年（明治22年）6月1日、町村制の施行により、窪屋郡三須村、上林村、下林村、赤浜村が合併して村制施行し、三須村が発足[1][2]。旧村名を継承した三須、上林、下林、赤浜の4大字を編成[2]。
- 1900年（明治33年）4月1日、郡の統合により都窪郡に所属[1][2]。
- 1954年（昭和29年）3月1日、総社町に編入され廃止[1][2]。合併後、総社町大字三須・上林・下林・赤浜となる[2]。

## 産業
- 農業[2]

## 教育
- 1889年（明治22年）三須小学校と亀山小学校が統合して三亀小学校成立[2]。1891年（明治24年）三須尋常小学校に改称[2]。1906年（明治39年）高等科併置[2]。1947年（昭和22年）三須小学校に改称[2]。

## 名所・旧跡
- 作山古墳（国史跡）[2]